# 三碘化铼
三碘化铼是铼的一种碘化物，化学式 ReI3。

## 制备
三碘化铼可以由高铼酸和氢碘酸在乙醇或甲醇中反应而成。
{\displaystyle \mathrm {HReO_{4}+3\ HI+2\ C_{2}H_{5}OH\longrightarrow ReI_{3}+4\ H_{2}O+2\ CH_{3}CHO} }
它也可以由四碘化铼在350 °C下热分解而成：
{\displaystyle \mathrm {2\ ReI_{4}\longrightarrow 2\ ReI_{3}+I_{2}} }
三氯化铼和三碘化硼在310 °C下反应，也可以得到三碘化铼。

## 性质
三碘化铼是针状的黑色晶体，难溶于水和稀酸，不溶于甲醇、乙醇、乙醚、石油醚和四氯化碳。它可溶于液氨，但会被氨解。三碘化铼在真空下就会分解出碘，在高温下的分解更加迅速。三碘化铼属于单斜晶系，空间群 P21/m (No. 11)，晶格参数 a = 923.4 pm、b = 1130.9 pm、c = 879.9 pm和β = 110.25°。它的晶体由Re3I9三聚体组成。
三碘化铼在空气下和吡啶、3-甲基吡啶和4-甲基吡啶反应，分别得到黄色的[ReO2(py)4]I、红橙色的[ReO2(3-Mepy)4](3-Mepy)I2和黄橙色的[ReO2(4-Mepy)4]I。